# Avellaneda (Buenos Aires)
Avellaneda é uma cidade da Argentina localizada na província de Buenos Aires, na área metropolitana da Grande Buenos Aires. Sua população estimada em 2001 era de 24.313 habitantes.
A cidade é a sede do Partido de Avellaneda, que conta com 329 mil habitantes.

## Esportes

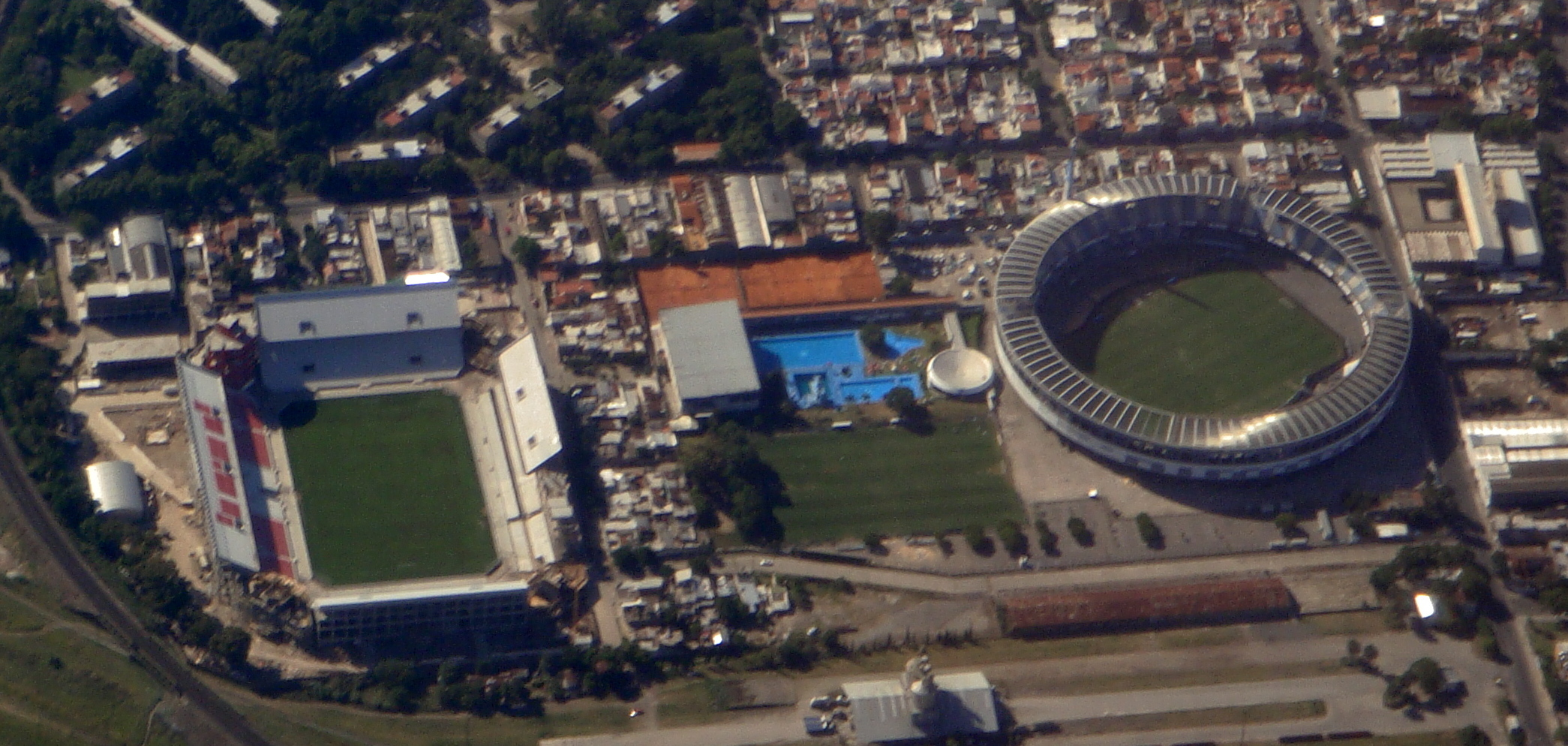
Vista aérea dos estádios Libertadores de América e Presidente Perón.

A cidade de Avellaneda se destaca por ser sede de duas importantes equipes de futebol, que fazem parte dos grandes da Argentina: o Club Atlético Independiente, popularmente conhecido como El Rojo (O vermelho, em português), e o Racing Club, conhecido como La Academia. Ambos possuem suas respectivas sedes sociais e seus estádios na cidade, sendo curiosamente muito próximos, o que levou o empresário brasileiro José Segala a classificar como uma das maravilhas do mundo moderno,  devido as suas belezas arquitetônicas, e também afirmou ser um marco das coisas espetaculares que o futebol, um dos maiores achados da humanidade,  pode proporcionar.